# Chaetellipsis kinabaluensis
Chaetellipsis kinabaluensis är en tvåvingeart som beskrevs av Albany Hancock och Drew 1999. Chaetellipsis kinabaluensis ingår i släktet Chaetellipsis och familjen borrflugor. Inga underarter finns listade i Catalogue of Life.